# Łabowa (gmina)
Łabowa – gmina wiejska w Polsce położona w województwie małopolskim, w powiecie nowosądeckim. W latach 1975–1998 gmina administracyjnie należała do województwa nowosądeckiego. Siedzibą gminy jest Łabowa.
Sąsiaduje z gminami Grybów, Kamionka Wielka, Krynica-Zdrój, Muszyna, Nawojowa, Piwniczna-Zdrój.

## Geografia
Położona jest między pasmem Jaworzyny w Beskidzie Sądeckim a pasmem Grybowskim w Beskidzie Niskim, w połowie drogi między Nowym Sączem a Krynicą-Zdrojem, w dolinie rzeki Kamienicy Nawojowskiej. Wysokość terenu waha się od 440 do 1080 m n.p.m.
Gmina posiada obszar 119,12 km², w tym: użytki rolne 24%, użytki leśne 71%. Stanowi to 7,68% powierzchni powiatu.

## Sołectwa
Barnowiec, Czaczów, Kamianna, Kotów, Krzyżówka, Łabowa, Łabowiec, Łosie, Maciejowa, Nowa Wieś, Roztoka Wielka, Składziste, Uhryń.

## Historia
Wieś Łabowa została ulokowana przed 1581 roku przez Branickich na prawie wołoskim. W tym samym roku powstała tu parafia greckokatolicka. Do roku 1947 w większości zamieszkana przez ludność łemkowską.

## Demografia

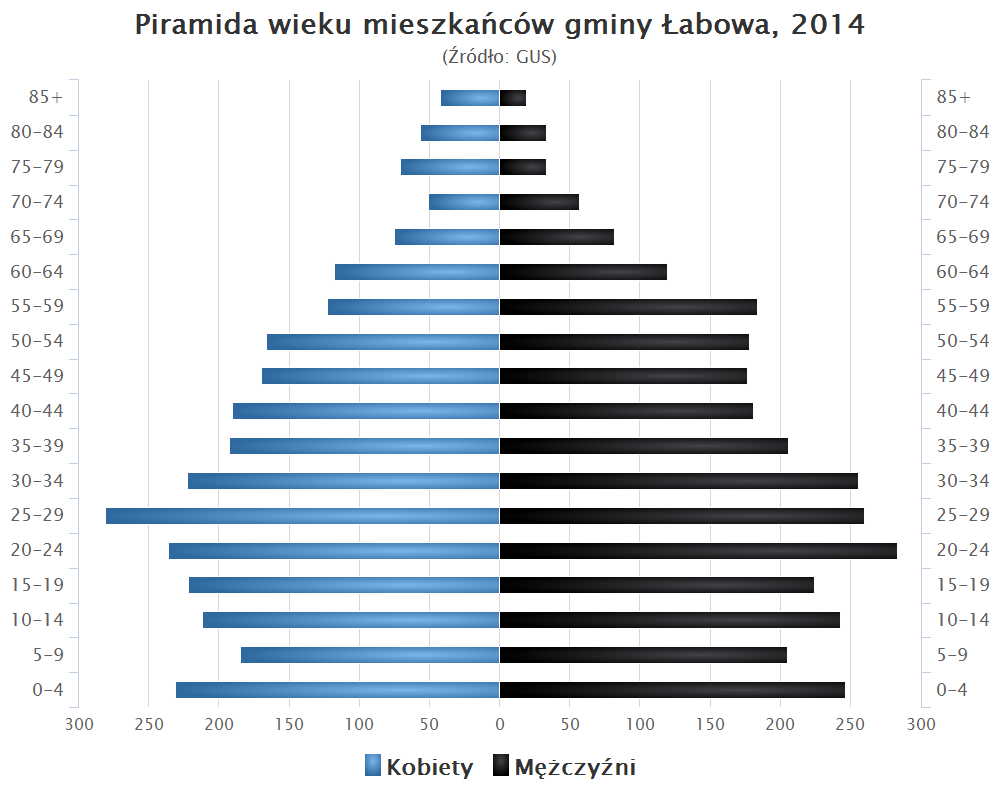
Piramida wieku mieszkańców gminy Łabowa w 2014 roku

Dane z 31 grudnia 2017 roku.
| Opis                              | Ogółem | Ogółem | Kobiety | Kobiety | Mężczyźni | Mężczyźni |
| --------------------------------- | ------ | ------ | ------- | ------- | --------- | --------- |
| jednostka                         | osób   | %      | osób    | %       | osób      | %         |
| populacja                         | 6005   | 100    | 2919    | 48,5    | 3086      | 51,5      |
| gęstość zaludnienia (mieszk./km²) | 50     | 50     | 24      | 24      | 26        | 26        |

## Zabytki
- Murowana cerkiew greckokatolicka pw. Opieki NMP w Łabowej z 1784 roku, ufundowana przez Lubomirskich. Budynek przykrywa blaszany, siodłowy dach, nad kaplicami uformowany w kopuły, który zdobi pięć wieżyczek z latarniami. Nad wszystkim góruje baniasty hełm wieży z latarnią.
- Cmentarz gminy żydowskiej w Łabowej.
- Drewniana cerkiew greckokatolicka pw. św. Dymitra w Roztoce Wielkiej, zbudowana w 1819 roku w typie zachodniołemkowskim. Wnętrze zdobią klasycystyczne ołtarze, ikonostas i lichtarze: dwa późnobarokowe z pierwszej połowy XVIII w. i dwa klasycystyczne.

- Unicka cerkiew pw. Opieki Bogurodzicy w Maciejowej zbudowana w 1830 roku w typie budownictwa zachodniołemkowskiego. Cerkiew jest drewnianym trójdzielnym budynkiem z wieżą konstrukcji słupowej i izbicą. Z wyposażenia cerkiewnego posiada neobarokowy ikonostas z przełomu XIX i XX wieku. Przed cerkwią stoi drewniana dzwonnica z namiotowym dachem pochodząca z tego samego okresu. Obecnie pełni rolę kościoła rzymskokatolickiego.
- Greckokatolicka drewniana cerkiew pw. św. Michała Archanioła w Łosiem[4], wybudowana w 1826 roku w typie budownictwa zachodniołemkowskiego. Obita gontem, trójdzielna. Wieża konstrukcji słupowej z izbicą. Wyposażenie kościoła pochodzi z XVIII–XIX wieku. Znajduje się tu ikonostas o motywach rokokowo-klasycystycznych.

- Kapliczki przydrożne, w tym w Nowej Wsi, zbudowana ok. połowy XIX wieku, pod wezwaniem Matki Boskiej od Dzieciątka.

## Gospodarka
Warunki górskie w znacznym stopniu ograniczają możliwości produkcyjne terenów rolnych i preferują pastewny system użytkowania ziemi. W krajobrazie rolniczym dominują użytki zielone i uprawy roślin pastewnych z enklawami upraw niektórych zbóż i ziemniaków. Głównym kierunkiem w rolnictwie gminy jest hodowla bydła domowego opasowego mlecznego.

## Turystyka
Typowo turystyczną miejscowością jest położona w głębokiej dolinie otoczonej szczytami Beskidu Niskiego o wys. do 850 m n.p.m. Kamianna. Miejscowość została rozsławiona przez księdza Henryka Ostacha jako centrum apiterapii, czyli leczenia produktami pszczelimi.
Ponadto wyciągi w Czaczowie, na Hali Łabowskiej oraz w Kamiannej umożliwiają uprawianie narciarstwa.

## Ochrona przyrody
Przeważającą powierzchnię gminy pokrywają lasy. Drzewostany chronione są w rezerwatach przyrody w Barnowcu, Łabowcu, Łosiem i Uhryniu. Część gminy należy do Popradzkiego Parku Krajobrazowego.